# Jalma Jurado
Jalma Jurado (Indaiatuba, 18 de junho de 1937 — 8 de maio de 2022) foi um cirurgião plástico brasileiro. PhD em Medicina pela USP, foi por mais de très décadas professor de cirurgia plástica na Faculdade de Medicina de Jundiaí e por anos presidiu o Lions Clubs International de Indaiatuba, no interior paulistano. É reconhecidamente o médico que fez mais cirurgias de adequação genital no Brasil.

## Carreira

### Pioneirismo
Por décadas o Dr. Jalma Jurado fez parte dos quadros do Departamento de Cirurgia Plástica da Faculdade de Medicina de Jundiaí – SP, onde foi cirurgião-chefe. Por quatro décadas é associado do Lions Club de Indaiatuba, onde é ocupou cargo de direção, tornando-se reconhecido por fomentar campanhas de conscientização contra o câncer de pele, a aids e as de cunho ecológico.
Tornou-se nacionalmente conhecido por ser o pioneiro em cirurgias de redesignação sexual de qualidade no Brasil para mulheres transexuais (transexuais de homem para mulher). O cirurgião desenvolveu sua própria técnica em 1984, em Jundiaí, e a denominou «técnica de retalho neuroarterial». Com ela já adequou mais de quinhentas mulheres transexuais ao novo sexo, tanto brasileiras quanto estrangeiras. Além de preservar as enervações que proporcionam o prazer durante o sexo, sua técnica dificulta os riscos de haver uma estenose vaginal com o passar dos anos, em virtude da pouca dilatação no órgão recém-criado, o que é ideal para transexuais maduras que têm em geral pouca ou nenhuma vida sexual ativa.
Dentre suas pacientes brasileiras publicamente conhecidas, destacam-se a sexóloga Martha Freitas e a militante do movimento LGBT Maitê Schneider, na qual reparou problemas que surgiram de uma cirurgia feita com outro cirurgião.

### Cirurgias no Brasil
Em 1997, a cirurgia foi normatizada e legalizada pelo Conselho Federal de Medicina, dando o pontapé inicial para uma série de transgenitalizações no Brasil. Um ano depois, Bianca Magro seria a primeira transexual brasileira a se submeter à técnica. A cirurgia foi realizada na Universidade Estadual de Campinas (Unicamp), sendo considerada a primeira transgenitalização legalizada no Brasil. Nesse país, a primeira cirurgia de mudança de sexo foi realizada em 1971 pelo cirurgião Roberto Farina. Contudo, a polêmica gerada pelo caso o levou a ser condenado em 1978 a dois anos de reclusão sob alegação de haver infringido o disposto no artigo 129, § 2°, III, do Código Penal Brasileiro. O processo foi movido pelo Conselho Federal de Medicina, que o acusou de “lesões corporais”.
Em entrevista à revista Época, em 2002, o cirurgião afirmou:
«Não mudamos nada, apenas adequamos o sexo ao cérebro.»
Em 2003, durante o 18° Simpósio Bienal da WPATH, na Bélgica, Dr. Jurado teve apenas cinco minutos para se expressar. Infelizmente, o tempo que lhe foi dado não foi suficiente para apresentar suas revolucionárias técnicas de cirurgia. O cirurgião acredita que a questão da transexualidade deva ser enquadrada no âmbito das intersexualidades não-orgânicas.
Em 3 dezembro de 2014, o Conselho Federal de Medicina emitiu liminar impedindo-o de executar cirurgias de mudança de sexo. Uma medida anterior do Conselho Regional de Medicina do Estado de São Paulo já o havia impedido de exercer quaisquer atividades médicas, contudo o Conselho Federal revogou tal medida voltando a decisão apenas a cirurgias em transexuais. À decisão cabe recurso.
O Conselho Regional de Medicina do Estado de São Paulo, após instauração de inúmeros processos ético-disciplinares por denúncias de pacientes relatando erros médicos , decidiu por nova interdição cautelar total, cassando o direito profissional de Jalma Jurado, que está inativo desde 06/10/2015.
Dr. Jurado faleceu no dia 8 de maio de 2022 na cidade de Indaiatuba.